# Santa Lucia del Mela
Santa Lucia del Mela è un comune italiano di 4 374 abitanti della città metropolitana di Messina, situato nella Valle del Mela in Sicilia.

## Geografia fisica

### Territorio
Il territorio comunale con i suoi 8200 ettari è uno dei più estesi della provincia e presenta una ricca varietà di paesaggi. Dalle più alte vette dei monti Peloritani, si offre la visione dei versanti tirrenico ed ionico. Luoghi selvaggi ed ancora incontaminati presentano una ricca varietà di flora, querce millenarie, boschi autoctoni. Risalendo il Mela e le sue limpide acque perenni, si arriva alla felce gigante preistorica (Woodwardia radicans), che vi vegeta da almeno 60 milioni di anni. La fauna è assai varia: sono presenti ghiri, merli, corvi, falchi, istrici, lepri, ricci, il gatto selvatico e la martora. In località: Postoleone (1020 m) dove da anni è in atto un'opera di forestazione, trovasi un accogliente rifugio per i forestali ed un suggestivo laghetto, meta di escursionisti e campeggiatori che, previa autorizzazione, numerosi accorrono anche dal versante ionico, tramite la dorsale peloritana. Interessanti percorsi montani a piedi o a cavallo si possono fare ad esempio anche alle sorgenti del Mela o alla Rocca Timogna (1127 m).

## Storia
Le origini di S. Lucia del Mela, l'antica Mankarru, si perdono nella notte dei tempi, con i Sicani e poi con i Siculi. Reperti greci (Padre Parisi ubica sulla sponda sinistra del Floripotamo il tempio di Diana Facellina) e due tombe romane del II secolo a.C. attestano la presenza in questi luoghi di insediamenti sicelioti e romani. Nella galleria delle carte geografiche in Vaticano, Padre Ignazio Danti, nella parte classica dipinta a rilievo, con l'italiano del tempo (1581) chiama questa città “Santa Locia”. La storica vetta del Mankarru o Mankarruna, grazie alla posizione strategica, è stata un importante presidio militare per tutte le dominazioni che si sono succedute. Sui resti di una cinta muraria ellenica in Epoca bizantina venne eretto un fortilizio, ricostruito poi tra l'837 e l'851, ai tempi dell'Emirato Islamico di Sicilia. 
Sul declivio del colle, durante l'Epoca islamica, venne costruita anche una moschea fortezza, trasformata poi nell'alto Medioevo nella Chiesa di S. Nicola. Nella zona esisteva, come ricorda il nome di una via, un Lavacro dei Saraceni, lavatoio pubblico riservato alle donne musulmane ed una tomba con l'iscrizione araba andata perduta. 

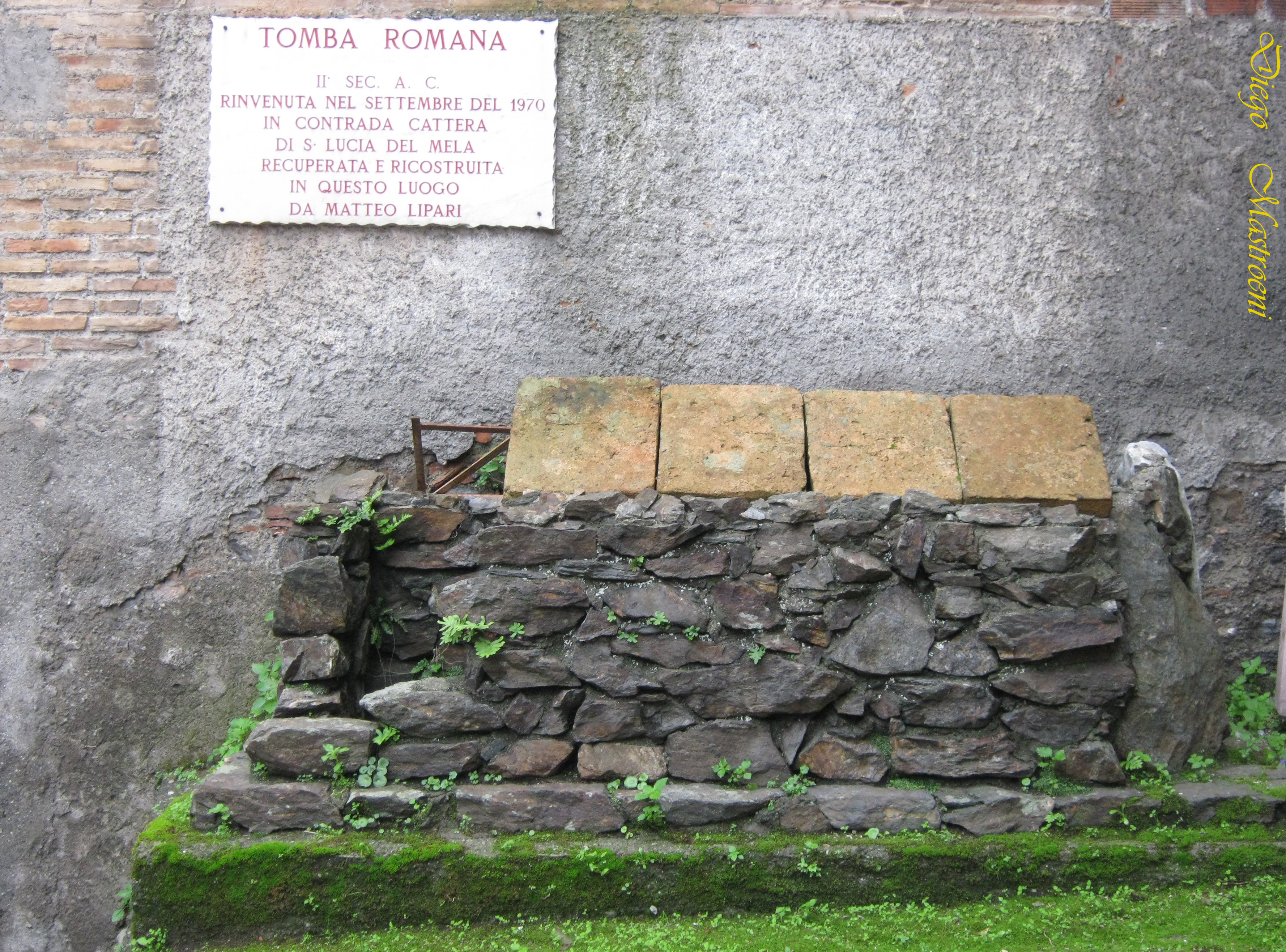
Tomba romana del II secolo a.C.

Con la nascita del Regno di Sicilia, il Gran Conte Ruggero I, per adempiere al voto, dopo la vittoria sugli arabi, fece costruire una chiesa ai piedi del castello dedicandola alla Santa Martire Lucia di cui era devoto (1094).
Da quella data l'arcaico nome Mankarru scompare per far posto a quello cristiano di Santa Lucia. Nel 1206, con l'istituzione della prelatura nullius da parte di re Federico II di Sicilia che aveva scelto il nostro sito come luogo di svago e di riposo, il tempio ruggeriano diviene Cattedrale. Da allora ben 67 Prelati si sono succeduti sulla cattedra luciese rendendo memorabile la città che si è via via arricchita di magnifiche chiese e di numerose opere d'arte. Fatto ancor più singolare, il Prelato di Santa Lucia era insignito dell'onore di svolgere le mansioni di cappellano Maggiore del Regno di Sicilia e come tale aveva il diritto di sedere nel Parlamento siciliano all'11 posto. 
Re Federico III di Sicilia fece fortificare la città munendola di cinta muraria e ristrutturando il vetusto castello; Con un proclama invitò la popolazione della Piana, soggetta a ricorrenti scorrerie piratesche, a stabilirsi a S. Lucia, che venne anche ripopolata con una colonia lombarda. Fu anche sede di un'importante Giudecca, una numerosa comunità ebraica individuata nell'attuale zona della Candelora fino al 1492, anno della loro espulsione dal Regno di Sicilia. Fiorente è stata l'industria della seta e l'attività mineraria dovuta allo sfruttamento di galena argentifera. La città, in quanto demaniale, poteva vantare molte famiglie nobili. Magnifiche chiese, palazzi, fontane avanzi di architettura medievale e rinascimentale fanno di Santa Lucia del Mela una città, meta d'obbligo per gli amanti del turismo culturale.

### Il primitivo toponimo di Santa Lucia del Mela
La città si cominciò a chiamare "del Mela" solo a partire dalla seconda metà dell'Ottocento. Fu infatti nella seduta consiliare del 29 novembre 1862, che gli amministratori luciesi deliberarono che la città anziché denominarsi col tradizionale "de Plano Milatii" (della piana di Milazzo), assumesse il titolo distintivo del Mela, dal fiume che le scorre accanto, sul fianco sinistro. Il nome originario di questo fiume era Melas, e secondo Tommaso Fazello, anche Milazzo (Mylas) prese il nome da esso. La vecchia denominazione de Plano Milatii, rimontava probabilmente all'XI secolo, quando il Gran Conte Ruggero I, dopo un trentennio di guerra sanguinosa, riuscì a costituire il primo embrione del Regno di Sicilia dopo la rovinosa fine dell'Emirato di Sicilia. Ma prima della nascita del Regno di Sicilia, al tempo degli Arabi e nel periodo bizantino, qual era il nome originario della città? Si deve al dotto monsignor Alfonso Airoldi, se si conosce la sua antica denominazione. Egli fu per quattordici anni, e cioè dal 1803 al 1817, prelato ordinario della Prelatura locale e trattando dell'invasione musulmana del IX secolo nelle contrade luciesi, fa sapere che il nome Mangarruna (di cui Mankarru non è che la forma sincopata) era un tempo attribuito non al colle, come al presente, ma al sottostante centro abitato. Rileggendo infatti le annotazioni dell'Airoldi al codice diplomatico arabo-siculo, si trova questa sua esplicita e chiara affermazione: «Mankarru, questo villaggio, era in quel luogo dove oggi è Santa Lucia. Il vicino monte ritiene tuttora il nome di Mankarru. Sotto gli Svevi fu destinato per sua villa dall'imperatore Federico II». Perciò non si può dubitare che Mankarru fosse il primitivo nome della cittadina.

### L'invasione musulmana a Santa Lucia e la costruzione del Castello
L'epoca dell'irruzione araba nelle contrade luciesi e quindi della conseguente erezione del famoso castello, la si può arguire direttamente dai cronisti arabi, quali principalmente Al Bayan, Al Atir, An Nunvary e altri storici del tempo, assai ben conosciuti da monsignor Airoldi, prelato di S. Lucia. Al Bayan riferisce che Al Aglab Ibrahim, il quale presiedeva da Palermo al governo dell'isola, nel 222 dell'Egira (836-837 dell'era cristiana) compì due spedizioni, in una delle quali (quella capitanata da Al Fadl Yaqub) espugnò le piccole isole (le Eolie) e la fortezza di M.D. Nar (Tindari). Ibn Al Atir riporta tale vittorioso avvenimento dell'espugnazione e della susseguita distruzione di Tindari al periodo estivo del 222, quando anche la resa di Mankarru (l'odierna S. Lucia) dovette avere luogo. Basandosi su tali indicazioni e su altre personali indagini da lui compiute, può con tutta sicurezza affermare: “presa Tindari nel mese di luglio, l'esercito, rinforzato da 6.400 uomini e da altri mille mandati da Sciacca, in tutto 15.000 uomini, si pose in marcia per l'entroterra assoggettando città e castelli”. E poi, sempre in piena sintonia con i predetti cronisti arabi, continua a dire: “In settembre l'esercito si partì da Tindari, alla volta di Mankarru, T. Sah Otisarah (Randazzo), Taormina, Novara, ripassando nel tornare, per Mankarru”. Se l'accennata irruzione a Mankarru ebbe luogo nell'anno dell'Egira 222, cioè nell'837 dell'era cristiana, è del tutto logico pensare che la costruzione del castello sia avvenuta dopo tale data.

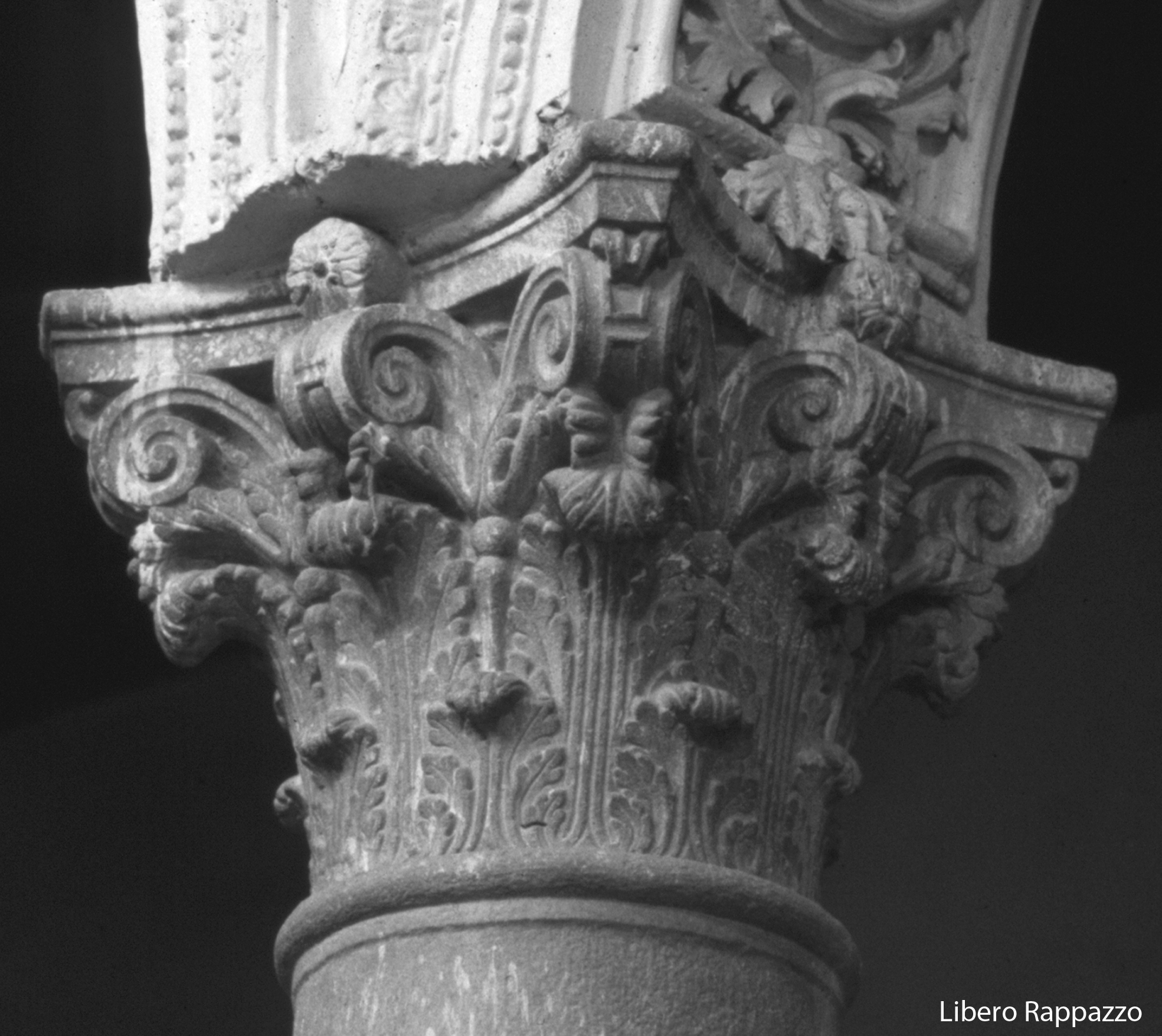
Capitello corinzio della Chiesa dell'Annunziata, probabilmente proveniente dal Tempio di Diana Facellina

Della bicentenaria permanenza musulmana ci resta a S. Lucia (oltre l'imponente mole del castello) una misteriosa testimonianza, indicata dalla targa stradale “via o vico Lavacro dei Saraceni”, che si legge nella parte più tipicamente medievale dell'abitato. In tale Lavacro dei Saraceni, il Di Giovanni – alludendo a un massiccio edificio antico esistente tuttora in un vicino giardinetto, sotto la curva stradale, poco al di sotto del sito di detta targa – più che un bagno riconosce una tomba: “… e a me è parso – egli scrive – l'avanzo di una tomba musulmana, quadrata con cupola sopra, al muro della quale era un lapide marmorea con iscrizione, che, o fu distrutta per ignoranza ovvero rubata, restando visibile il posto dov'era murata internamente”. Monsignor Salvatore Cambria – che fu a S. Lucia ispettore onorario ai monumenti – precisa ancor più: “ Nel 1931 notai che la costruzione, a pianta quadrata, a muri dello spessore di oltre un metro in conci tufacei squadrati, come si rileva là dove l'intonaco – per adibire l'ambiente a costerna – è cascato. Il lato rivolto a est ha una finestra a tutto sesto, attraverso la quale si può osservare l'interno; termina con una cornice sagomata al di sopra della quale si nota il luogo dov'era incastonata la lapide”. “È una costruzione di forma quadrata – ripete lo storico luciese Carmelo Maggio – nella valle, a piè del quartiere già occupato dagli Arabi nel IX secolo. Due arcate di travertino, l'una rivolta a nord e l'altra a oriente, servivano di luce e di accesso al tempio[…]” . Come si vede, si tratta di un edificio assai antico e di non poca importanza archeologica – dato che esso – solo in tempo posteriore trasformato a cisterna – è abbastanza staccato dal groviglio delle viuzze, ove è posta la predetta targa stradale, dovrebbe trattarsi – come sostiene padre Giovanni Parisi – non di una ma di due distinte memorie saracene: quella di una tomba sepolcrale o cimiteriale, e quella del Lavacro vero e proprio dentro l'abitato, indicato ancora dalla targa. Il quale Lavacro non dovette essere propriamente una piscina o vasca per bagno, come potrebbe supporsi, ma piuttosto un comune lavatoio, riservato – secondi i rigidi regolamenti in vigore durante la dominazione – alle donne saracene. Il Casale di Santa Lucia – data la sua non poca importanza del castello e l'amenità e feracità delle sue campagne – avrà dovuto ospitare una cospicua colonia di gente musulmana, e quindi avrà dovuto avere anche in Mankarru, un proprio ghetto o “rabato”, come veniva allora chiamato il quartiere delle loro abitazioni, un proprio luogo di culto o moschea (sul sito dove sorge la chiesa di San Nicola), un proprio cimitero (nel sopracitato giardinetto, negli anni sessanta degli scavi hanno riportato alla luce delle ossa umane) e, naturalmente, un lavatoio riservato alle proprie donne.

### La Prelatura Nullius di Santa Lucia del Mela
La più antica notizia riguardante la locale chiesa si riscontra in due diplomi del conte Ruggero dell'anno 1094: “Ecclesiam Sanctae Luciae sitam in campania Milatii”. In un documento datato sempre 1094, Roberto, primo vescovo di Messina, nomina per prima, tra le chiese riedificate dal conte Ruggero, quella di Santa Lucia. Anche il re Ruggero, in un suo diploma del 1124, nomina subito dopo la chiesa di Patti quella di Santa Lucia. Nel 1132, il re Ruggero II, nel palazzo reale di Palermo, fondava una grandiosa e monumentale Cappella che affidava a un cappellano maggiore, il quale venne insignito di una propria sede nel 1206, essendo Stato preposto alla chiesa di S. Lucia de Plano Milatii.
Proprio in quell'anno, essendo morto Stefano, vescovo di Patti e Lipari, l'imperatore Federico II (o chi per lui, essendo ancora in minore età) staccò il territorio di S. Lucia dalla diocesi di Patti e lo cedette al suo cappellano maggiore Gregorio Mostaccio (di chiare origini luciesi), che risulta in tal modo il primo prelato della più antica prelatura “nullius” (cioè, di nessuna diocesi), come risulta anche dall'Annuario pontificio. Questa prelatura, territorialmente piccola, è da considerarsi grande per il patrimonio storico, artistico, culturale che rappresenta e luogo privilegiato di fede. Basti ricordare il beato Antonio Franco che ha tracciato una scia luminosa per esempio di virtù e santità. Non a caso papa Giovanni XXIII nella bolla di nomina di mons. Francesco Tortora (64º prelato), che resse la Prelatura dal 1962 al 1972, dichiarava: “La Prelatura di S. Lucia del Mela è stata resa nota e illustre dalla sua storia, dalla bellezza delle sue chiese e dalla sentita pietà dei suoi abitanti, ravvivata dallo zelo dei suoi presuli”. In seguito al riordino delle Circoscrizioni ecclesiastiche, con decreto della Santa Sede, nell'ottobre del 1986, la prelatura di Santa Lucia del Mela e la Diocesi di Lipari venivano unite all'arcidiocesi di Messina, che assumeva la nuova denominazione di Arcidiocesi di Messina-Lipari-Santa Lucia del Mela. La Cattedrale luciese e quella di Lipari diventano concattedrali, e i rispettivi santi patroni Lucia e Bartolomeo patroni dell'Arcidiocesi.

### Simboli
Il simbolo di regio patronato, è l'aquila reale.
Nello statuto del Comune all'art. 9 sono riportate le descrizioni araldiche dello stemma e del gonfalone.
Lo stemma ed il gonfalone del Comune di Santa Lucia del Mela sono quelli storici, così descritti:
Il gonfalone è un drappo di bianco ornato di ricami d'oro.

## Monumenti e luoghi d'interesse

### Architetture religiose
- Concattedrale di Santa Maria Assunta: il tempio ruggeriano del 1094 ad una sola navata e col prospetto rivolto verso il Palazzo Prelatizio, venne ricostruito tra il 1590 ed il 1642[8] a tre navate divise da 12 poderose colonne di granito, con cupola ultimata un secolo dopo.[9] Il prospetto che dà sulla piazza Beato Antonio Franco è impreziosito da un portale marmoreo di Gabriele di Battista (1485). Solenne e vasta, di stile rinascimentale, custodisce numerose e preziose opere d'arte. Si ricordano: la statua marmorea della patrona Santa Lucia (secolo XV) attribuita al Laurana; il grande dipinto (24 m²) dell'Assunzione che occupa l'intera parete di fondo dell'abside, di fra Felice da Palermo[8] (1771); la tela di San Biagio di Pietro Novelli (1645); la tavola del San Marco di Deodato Guinaccia[8] (1581); la statua in alabastro roseo dell'Ecce Homo attribuita ad Ignazio Marabitti[8] (1771); la tela del Martirio di san Sebastiano di G. Salerno (secolo XVII); il fonte battesimale di Gabriele di Battista[8] (1485); la tela dell'Immacolata di Filippo Jannelli[8] (1676); le sculture della cappella del Sacramento di Valerio Villareale[8] (1773-1854) impreziosita dal gruppo dell'Ultima Cena; Crocifisso ligneo d'ignoto (secolo XVI). Pregevole il coro in noce intagliato attribuito a Giovanni Gallina[8] da Nicosia (1650) e gli splendidi armadi della sacrestia che custodiscono artistici e preziosi paramenti ricamati in oro, argento e pittoresco. Del tesoro della cattedrale (ostensori, reliquiari ex voto d'oro e d'argento) si ricordano il reliquiario in argento dorato della "Santa Spina" di orafo messinese del 1300, "mano argentea" con reliquia di santa Lucia di Francesco Bruno, uno dei più rinomati argentieri messinesi del 1600. La cattedrale, al suo interno, custodisce una preziosa urna contenente la salma incorrotta, del beato Antonio Franco prelato ordinario di Santa Lucia, morto in odore di santità il 2 settembre 1626.
- Chiesa dell'Annunziata: l'Annunziata, monumentale chiesa (XV secolo), a tre navate divise da 10 colonne di conglomerato e arenaria, delle quali due con capitelli di stile corinzio, diverse dalle altre con capitelli di stile dorico, si presumono provenienti dal tempio di Diana Facellina.[9] Il prospetto presenta un portale del 1587[8] raffigurante l'Annunciazione. Sul lato sinistro si innalza il maestoso campanile coronato da merli guelfi e ghibellini agli angoli. L'interno presenta un soffitto ligneo con mensole originarie del 1400 e pregevoli opere d'arte. Sul primo altare di destra si può ammirare in tutto il suo splendore la tavola della Madonna delle Grazie di ignoto veneto (secolo XV) il dipinto più antico e pregevole della città; la grande tela dell'Annunciazione di Antonio Biondo (1599); la tavola della Circoncisione di Nostro Signore Gesù Cristo attribuita a Deodato Guinaccia o alla scuola di Polidoro da Caravaggio (XVI secolo); la tavola della Madonna delle Mercede di Antonio Giuffrè (secolo XVI); la tela di Sant'Antonio da Padova di pittore ignoto (secolo XVII); un fonte battesimale (1572); un tabernacolo di scuola gaginesca (sec. XVI). Notevoli le settecentesche decorazioni in stucco. Di gran pregio gli armadi della sacrestia (1751), ed un ostensorio d'argento (secolo XVI). Interessante è il museo parrocchiale nell'adiacente Palazzo Vasari.

- Chiesa del Sacro Cuore: la chiesa ed il convento di S. Maria del Gesù (S. Cuore) risalgono alla prima metà del Cinquecento. La chiesa, ad un'unica navata, è stata ricostruita nel 1881. L'adiacente chiostro con 24 colonne in pietra arenaria è del 1521. Sul portone principale del prospetto, un'aquila reale di marmo riccamente istoriata. L'interno presenta: l'Estasi di san Francesco, tela di A. Biondo (1600) tra le più belle opere del 1600 siciliano; la tela dei Santi Cosma e Damiano del Rodriguez (1620); la tela della Madonna del Carmelo del Filocamo (1718); Crocifisso ligneo attribuito a Frate Umile (1630); Fonte battesimale di Andrea Calamech (1567); mausoleo del Barone Pancaldo (secolo XVI). In una sala dell'attiguo convento delle interessanti statue lignee (secoli XVII e XVIII).
- Chiesa San Nicola: la chiesa risale al XIII secolo, ma ha origine che risalgono al IX Secolo circa e la prima forma di documento ce lo tramanda come moschea araba. Ci sono alcuni resti che si trovano sparsi per la chiesa. L'interno è ad un'unica navata con soffitto ligneo. Presenta alcune tele di pregevole fattura, una statua lignea settecentesca di Santa Lucia e al centro di un ricco altare, statua in marmo di San Nicola attribuita ad Andrea Calamech (1570)[8] e nell'abside alcuni affreschi di Filippo Jannelli, raffiguranti episodi della vita del santo titolare. Interessanti sono gli armadi della sacrestia.[9]
- Chiesa del Rosario: eretta nel secolo XVI a ridosso della cattedrale per celebrare la vittoria della flotta cristiana su quella turca a Lepanto. Divenne la chiesa dei nobili luciesi[8] come attestano le iscrizioni sulle lapidi sepolcrali. Presenta degli interessanti affreschi ed un pregevole dipinto della Madonna del Rosario di Deodato Guinaccia (1574).
- Chiesa dei Cappuccini: la chiesa ed il convento dei cappuccini vennero edificati nel 1610 in posizione amena in prossimità delle mura della città. Nella chiesa si ammirano le luminose tele: l'Assunzione, Sant'Anna, l'Adorazione dei Magi e la Deposizione di fra Felice da Palermo (secolo XVIII)[8]; statua lignea di San Felice da Cantalice attribuita ad un frate cappuccino dello stesso convento (secolo XVII); tabernacolo ligneo (1685). Sotto la chiesa si trova la cripta con corpi mummificati di notabili. In un lungo corridoio del convento sono esposti alcune tele che raffigurano guarigioni per intercessione dei santi (ex voto).[9] Dal 2016 è sede di un campus estivo internazionale per lo studio delle mummie[10].
- Chiesa di Sant'Antonio Abate: risale al secolo XVI ed era la cappella privata del sindaco. Vi si trovano una bella statua del santo eremita di fine 1700 e una commovente scultura lignea del Gesù morto del 1700 circa, che viene portata in processione il Venerdì Santo .
- Chiesa di San Francesco: la chiesa ed il convento omonimo (trasformato in ospedale nel 1902 e successivamente nella casa di riposo per anziani "Luigi Calderonio") sorsero ad opera dei frati Cappuccini nei primi anni del 600. I 2/3 della chiesa sono stati abbattuti per far posto ad una piazzetta. In essa si trovano pregevoli dipinti, le statue lignee dell'Immacolata e di Sant'Antonio da Padova ed un gran Crocifisso (opera del secolo XVII). Dal belvedere di San Francesco, Giuseppe Garibaldi (come ricorda una lapide apposta sul muro della chiesa) il giorno precedente lo scontro decisivo di Corriolo contemplò i luoghi delle operazioni militari.
- Chiesa di Santa Caterina: Risale al XVI secolo, presumibilmente edificata sui resti di un altro tempio. Crollata nel 1780 e ricostruita nel 1926. Resti di affreschi forse di epoca bizantina sono ormai scomparsi. Presunta una pregevole ancona cinquecentesca in pietra arenaria dove al centro spiccava una stupenda statua marmorea di Santa Caterina d'Alessandria di Giovan Battista Mazzolo (1536) che attualmente si trova nel museo di Messina.
- Chiesa di Santa Maria: la chiesetta sorge sulla sponda destra del fiume Floripotama e si trova in contrada Santa Maria è Risale al XIV secolo. Ha dovuto versare anch'essa ai collettori pontifici la sua quota di decime. Una preziosa tavola della Natività della Vergine attribuita alla scuola di Polidoro da Caravaggio (1587), posta al centro dell'edicola, dal 1970 si trova in Episcopio.
- Chiesa della Misericordia: chiesetta del XVI secolo si trova in contrada Misericordia. La chiesa che vediamo oggi non aveva quello aspetto, infatti ha dovuto subire mezzo secolo fa cambiamenti nella facciata, e disponeva di un'apertura ad oculo posta sopra il portale d'ingresso ed un'altra finestra nella parete esposta a sud. È dedicata a Maria Assunta e si trova In posizione amena, favorisce la meditazione e la preghiera.
- Chiesa della Madonna della Provvidenza: chiesetta del 1963 situata in contrada San Nicola, frazione montana di S. Lucia del Mela, dedicata alla Madonna della Provvidenza. La costruzione si deve all'opera di un devoto, Salvatore Alibrando[11], scampato miracolosamente alla guerra civile spagnola nel 1938, a Saragozza.
- Chiesa di San Giovanni: nell'antico feudo normanno di Pancaldo. Oggi Borgo di S. Giovanni frazione di S. Lucia del Mela, incastonata nel palazzo baronale si trova l'antica chiesetta dedicata agli apostoli Pietro e Paolo ed al Battista raffigurati sulla pregevole tela dell'altare maggiore. Una lapide ricorda che la chiesa venne rifatta nel 1900 dalla baronessa Vincenza Galluppi.

#### Chiese chiuse al culto
- San Sebastiano, del 1400 circa (salone parrocchiale)
- Santa Maria dell'Arco, del 1466
- Candelora o Purificazione, del XVI secolo (oratorio parrocchiale)

#### Chiese andate perdute
- Santa Mariella, del 1300 (andata perduta)
- San Michele Arcangelo, del XV secolo (ruderi)
- San Antonio da Padova, del 1400 (andata perduta)
- San Giuseppe, del 1400 (ruderi)
- San Dionigi, del 1500 (andata perduta)
- San Cristoforo, del 1600 (ruderi)
- Delle Anime del Purgatorio, del 1600 (ruderi)
- San Carlo, del 1600 (andata perduta)
- Santissima Trinità, del XVI secolo (ruderi).
- Gesù e Maria, del XVI secolo (ruderi)

#### Conventi
- Ex Convento eremo di Santa Maria Bambina, del 1300 circa.
- Santa Maria del Gesù dei frati Minori Osservanti, del 1521 (oggi Sacro Cuore dei frati del T.O.R.)
- Monastero suore Benedettine, del 1583 (sussistono alcuni resti)
- Ex Convento Dei Cappuccini, del 1610
- Ex Convento dei frati francescani, del 1622 (oggi casa di riposo "Can. Luigi Calderonio")
- Ex Convento, 1500 Contrada Grazia (sussistono alcuni resti)

### Architetture civili
- Palazzo Vescovile: costruito nel 1608 da Mons. Rao Grimaldi (35 Prelato), il quale acquistata la grande “casa” semidiruta sita in Piazza Maggiore (Piazza Duomo), a fianco della “Casa della Città” (Municipio), per onze 300 affida l'esecuzione dei lavori al maestro Filippo Feriati[8] da Novara di Sicilia (suo è anche il progetto della Cattedrale). Quando l'edificio fu terminato Mons. Rao, con atto dell'otto novembre 1613 ne fece donazione al Re come abitazione dei Prelati successori. Il Palazzo riuscì bello ed elegante, costruito con vive pietre scolpite e con annesso un grazioso giardinetto. Nel prospetto, bel portale bugnato che termina con due pilastri sopra i quali sono scolpite le armi gentilizie di Mons. Rao. Subì danni ingenti in seguito al terremoto del 5-7 febbraio 1783. Negli anni venti Mons. Ballo (58 Prelato) lo rese assai decoroso con pavimenti in marmo policromo e damaschi alle pareti. Abbellì la Cappella con un artistico altare del 1757 su cui troneggia una statuetta marmorea delle “Madonna di Trapani”. Le numerose opere d'arte che si trovano nei vari saloni fanno parte del Museo Diocesano della Prelatura alla cui realizzazione ha profuso tante energie Mons. Raffaele Insana.
- Palazzo Comunale: al centro del prospetto, stemma marmoreo del Comune rappresentato da un'aquila recante un'effigie di S. Lucia. Il palazzo conserva al suo interno l'archivio storico, uno dei più completi e interessanti della Provincia. Si custodiscono, rilegati in pergamena, importanti collezioni di documenti e manoscritti delle più remote antichità, la maggior parte riguardante le varie attività amministrative: Corte Civile, Corte Giuratoria e “Insinue” del notaio Parisi che vi sunteggiò interno al 1750 gli atti più importanti degli antichi notari in una “Giuliana” di 11 volumi e le “scritture” di Don Marco Cocuzza.
- Palazzo Basile-Vasari: risale alla fine del XVI secolo. Il prospetto che non ha subito alcuna manomissione nel tempo, oltre al portale in pietra presenta lo stemma nobiliare della famiglia Basile.
- Palazzo ex Carcere Borbonico: risale al XVII secolo e ospita la sede distaccata di Milazzo della L.U.T.E e la guardia medica.
- Palazzo Socio-Culturale: ospita alcuni uffici comunali, la polizia municipale, l'aula consiliare, la biblioteca comunale e la sede della Protezione Civile.

### Architetture militari

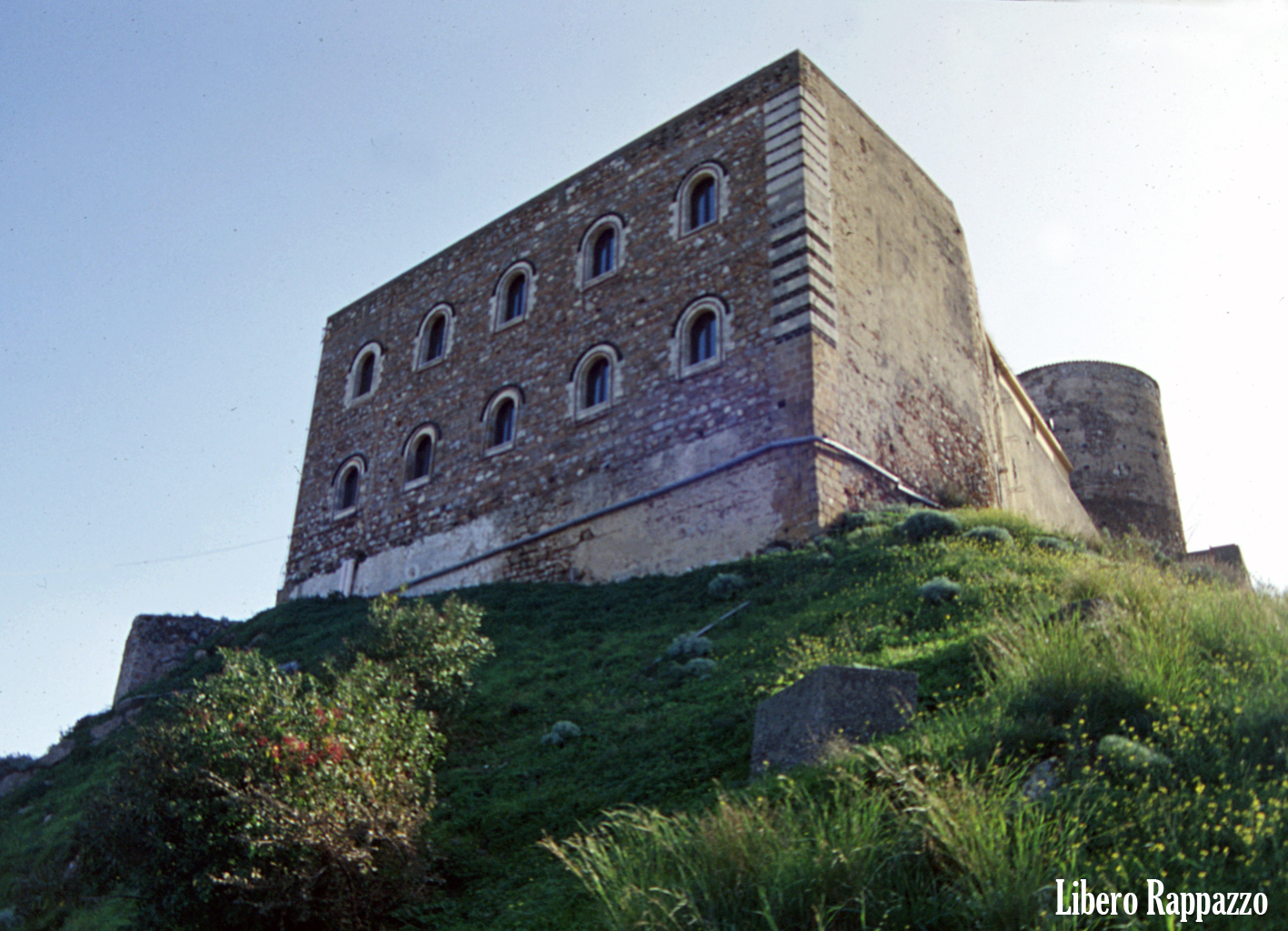
Il Castello

- Castello di Santa Lucia del Mela, sorge sulla sommità del colle Mankarru.

## Società

### Evoluzione demografica
La popolazione di Santa Lucia del Mela è andata sempre più diminuendo. Contava 7.345 abitanti nel 1936, oggi ne conta 4.453.
Abitanti censiti

### Etnie e minoranze straniere
Secondo le statistiche ISTAT al 1 gennaio 2021, la popolazione straniera residente nel comune era di 115 persone. La nazionalità maggiormente rappresentata era quella rumena con 39 cittadini residenti.

### Tradizioni e folclore
Particolarmente sentite sono le ricorrenze legate alla Madonna della Neve (5 agosto), considerata la più antica del paese, e alla patrona Santa Lucia (13 dicembre) e al beato Antonio Franco (2 settembre), presbitero, abate, cappellano maggiore e 36º prelato della prelatura nullius di Santa Lucia del Mela.

## Cultura

### Biblioteche
- All'interno della torre cilindrica del Castello è collocata una preziosa biblioteca con incunaboli, cinquecentine e testi molto antichi.
- Archivio Storico Comunale, fra i più importanti e completi della provincia di Messina.
- Biblioteca Comunale - Palazzo ex Carcere borbonico, Piazza Milite Ignoto

### Musei
- Museo Diocesano di Santa Lucia del Mela, sito nei vari saloni del Palazzo Vescovile. Al suo interno vi sono conservati paramenti ed oggetti sacri, preziose oreficerie ed argenterie dal XVI al XVIII secolo, tesoro della Cattedrale. Pinacoteca con quadri dal 1500 al 1800. Documentazione etnografica sulla cultura contadina.

## Economia
Nonostante il colpo infertole nei secoli XII e XIII con l'esodo dei lavoratori arabi e, dopo il 1492, anche di quello degli ebrei, nel comune era fiorente l'industria della tessitura della seta, come testimoniano le poche filande. Dopo il declino di queste, continuò l'allevamento del baco da seta, il cui bozzolo, grezzo o filato, veniva largamente esportato in tutta Europa. Erano presenti 10 mulini che azionavano una cartiera, di cui sono ancora visibili i ruderi in contrada “Cartiera”. Furono anche presenti, le lavorazioni metallurgiche e l’attività mineraria dovuta allo sfruttamento di una galena argentifera.
L'economia del paese si basa sull'agricoltura, sulla pastorizia e sull'artigianato. Santa Lucia del Mela è luogo di produzione del vino “Mamertino”, incluso tra i vini a indicazione geografica tipica di Sicilia, già conosciuto ai tempi dei romani.
Il comune fa parte dal 2005 dell'associazione "Strada del vino della provincia di Messina" per la promozione, la tutela dei territori a vocazione vinicola e la valorizzazione delle attrattive naturalistiche, culturali e storiche.
Nel comune si produce miele e formaggio Maiorchino, prodotto con latte di pecora intero, rientrante nell'elenco dei prodotti agroalimentari tradizionali (PAT).
L'artigianato si basa sulla lavorazione del legno ed una consolidata tradizione nella lavorazione del ferro e del marmo.
Ancora non è del tutto scomparsa a S. Lucia l'arte della lavorazione dell'erica sicché non è difficile trovare utensili vari finemente intagliati.

## Amministrazione
Di seguito è presentata una tabella relativa alle amministrazioni che si sono succedute in questo comune.

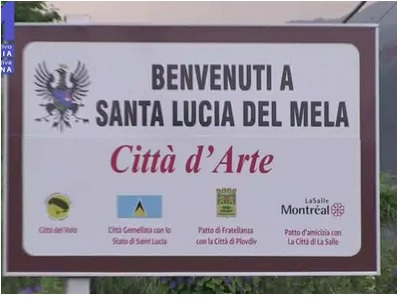
Cartello di ingresso alla città, con lo stemma e i nomi dei paesi gemellati.

### Gemellaggi
- Saint Lucia, dal 1999[16]
- Plovdiv, dal 2009, “Town twinning” (gemellaggio fra città), atto di fratellanza 2 dicembre 2009

### Patti di amicizia
- LaSalle, dal 2011[17]

### Altre informazioni amministrative
Il comune di Santa Lucia del Mela fa parte delle seguenti organizzazioni sovracomunali: regione agraria n.3 (Alto Fantina e Alto Mela).
Il Comune fa parte del Movimento Patto dei sindaci dal 2014.